# Ait Blal
Ait Blal  (in arabo أيت بلال‎?) è un centro abitato e comune rurale del Marocco situato nella provincia di Azilal, regione di Béni Mellal-Khénifra. Conta una popolazione di 7 770 abitanti (censimento 2014).